# Costacarus reyesi
Famille
Genre
Espèce
Costacarus reyesi Hunter, 1993 est une espèce d'acariens, unique représentant de la famille des Costacaridae. Elle a été découverte sur un Myriapode du Mexique.